# Adam Makowicz

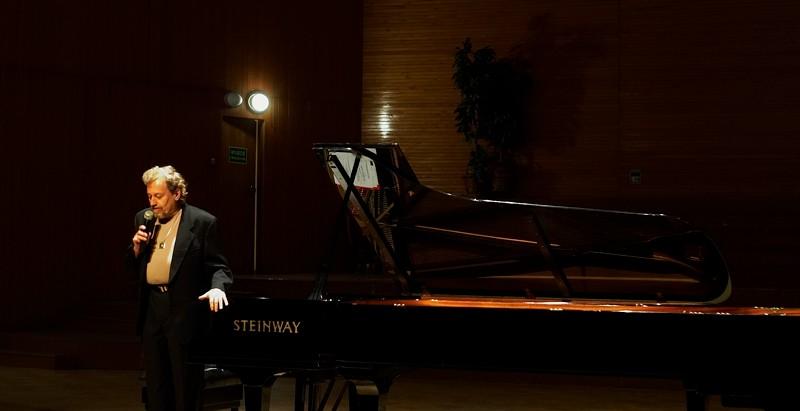
Adam Makowicz

Adam Makowicz (* 18. August 1940 in Hnojník, Landkreis Teschen, Schlesien als Adam Matyszkowicz) ist ein polnischer Jazzpianist, der heute (Stand 2014) in Toronto lebt. Er ist hauptsächlich für seine Solokonzerte bekannt.

## Leben
Makowicz wurde als Sohn polnisch-stämmiger Eltern im heutigen Tschechien geboren, wuchs in Polen auf und studierte am Chopin-Konservatorium in Krakau klassisches Piano. Zum im damaligen kommunistischen Polen verpönten Jazz kam er über die Sendungen von „Voice of America“, speziell eine Aufnahme von Art Tatum, die er 1957 hörte. Er spielte 1962 im Trio mit Tomasz Stańko („Thomasz Stankos Jazz Darings“). 1965 zog er nach Warschau, wo er ein eigenes Trio hatte und in den 1960er Jahren weltweit Tourneen mit den NOVI Singers unternahm (Europa, Kuba, Neuseeland, Indien, Australien, Sowjetunion), unter anderem im Quartett von Zbigniew Namysłowski. Mit den Novi Singers machte er 1965 seine erste Plattenaufnahme („AM Trio and the Novi Singers“, Exlibris, Zürich). Er spielte u. a. mit Ben Webster und Jan Garbarek. 1971 bis 1974 spielte er in der Band von Michał Urbaniak. 1973 erschien sein Album Adam Makowics Unit bei Muza in Polen. Er wurde von den Lesern des „Jazz Forum“ in Polen zum besten Jazz-Pianisten gewählt. 1974 war er Mitglied der „Piano Conclave“, dann tourte er mit Stańko und Czesław Bartkowski. Dann wurde er von John Hammond „entdeckt“, der ihn 1977 auf eine 10-wöchige erfolgreiche Tour durch die USA schickte und ihn international als Solopianist aufbaute. 1977 erschien auch sein Solo-Album Adam bei Columbia und er spielt mit Earl Hines und Teddy Wilson auf dem „Erroll Garner Tribute Concert“. 1978 zog er nach New York City. 1986 war er im Duo mit dem Bassisten Ray Drummond auf Europa-Tournee. Als er in den 1980er Jahren in Polen gebannt war, beteiligte er sich in den USA an der Initiative „Let Poland be Poland“. Seit 1989 spielt er auch regelmäßig jedes Jahr in Polen. In den 2000er Jahren zog er nach Toronto.
Er pflegt eine eklektizistische Spielweise. Seine meisterhafte Technik ist mit der von Art Tatum and Erroll Garner verglichen worden.
Er macht auch immer wieder Anleihen in klassischer Musik, insbesondere Frédéric Chopin, zum Beispiel auf Reflections on Chopin (AM Records 2000) oder From My Field (2006, neben Jazz-Standards), sowie zum Beispiel auf einem Konzert anlässlich Chopins 150. Todestag in der französischen Botschaft in Washington, D.C. 1999. Makowicz komponiert und nimmt auch seine eigenen Stücke auf.

## Auswahldiskografie
- Adam Makowicz piano, Polish Jazz vol. 43, Muza SX 1218, 1975
- Adam, 1977, CBS Columbia
- The Name is Makowicz-live at Sheffield Lab 1983, mit Phil Woods, Marc Johnson, Bill Goodwin, Gene Estes
- Moonray 1986
- Interface 1987
- The Music of Jerome Kern (1993), Concord/Bellaphon
- Live at Maybeck Recital Hall (1993), Concord/Bellaphon
- My Favorite Things: The Music of Richard Rodgers (1994), Concord
- A Tribute to Art Tatum  (1997), VWC Records
- Gershwin Bank Slaski, 1998 (in Polen)
- Reflections on Chopin, 2000, AM Records
- Adam Makowicz plays Duke Ellington, 2000, Musicians Showcase Records
- Songs for Manhattan Adam Makowicz, 2003 (Solo)
- A Tribute to George Gershwin, 2003 (DVD)
- Makowich vs Mozdzer at Carnegie Hall, 2004, EMI, PL: ×2Doppelplatin [3]